# Україна на літніх Паралімпійських іграх 1996
Україна брала участь у Літніх Паралімпійських іграх 1996 року в Атланті (США) вперше за свою історію, і завоювала 7 медалей (1 золоту, 4 срібних і 2 бронзових) у плаванні та легкій атлтиці. Збірну країни представляли 25 спортсменів у 5 видах спорту. У командному заліку Україна посіла 44 місце.

## Нагороди
Нагороди українських паралімпійців